# Saint-Paul (eiland)
Île Saint-Paul is een klein eiland in de Franse Zuidelijke Gebieden ongeveer 85 km ten zuiden van Île Amsterdam, waarmee het samen het district Saint-Paul en Amsterdam vormt. Het eilandje is ontdekt in 1559 door het Portugese schip São Paulo, waarnaar het eiland is vernoemd. Het wordt als Frans grondgebied geclaimd sinds 1892, hoewel het eiland niet permanent wordt bewoond.

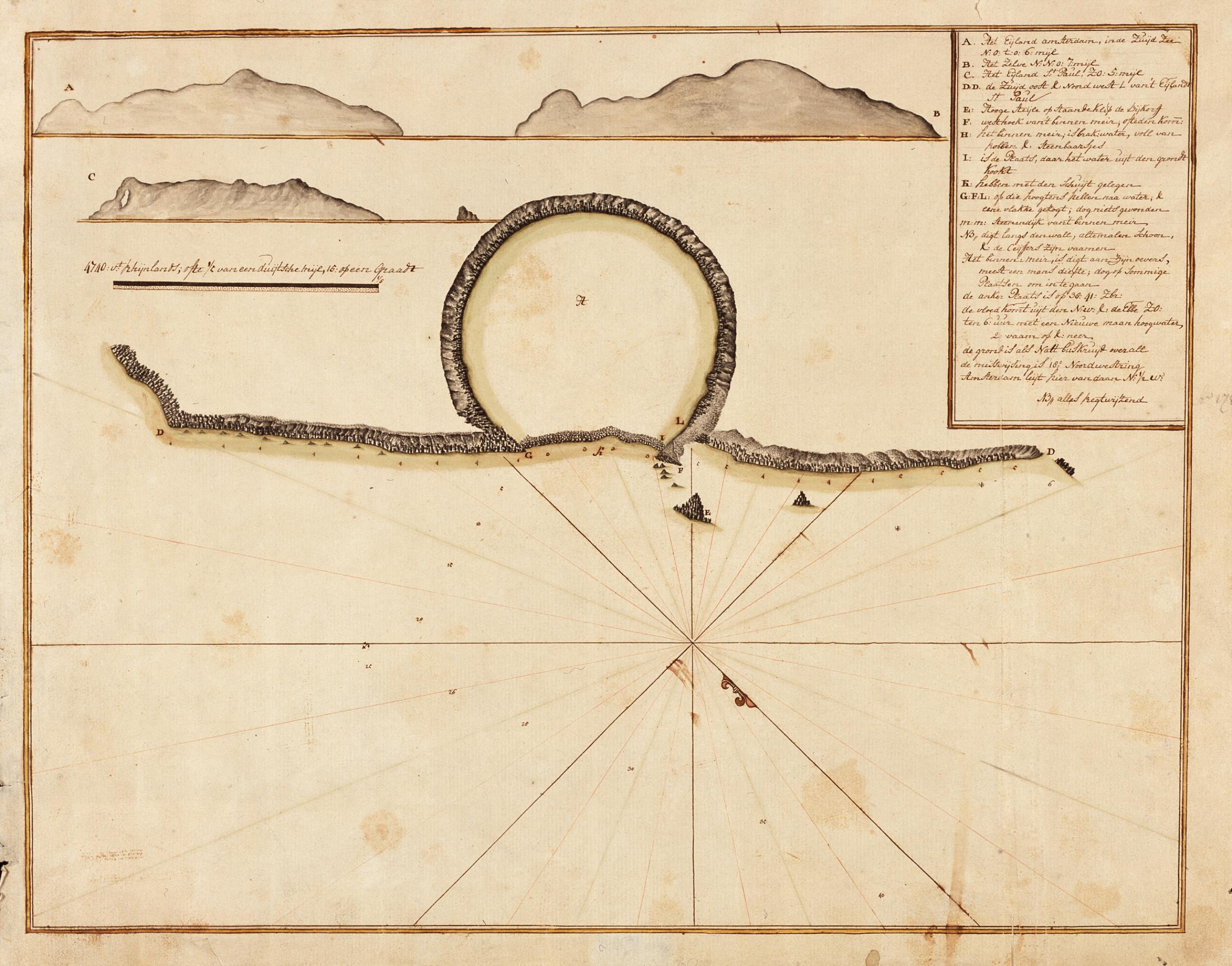
Historische kaart met zicht op de eilanden St. Paul en Amsterdam

Het is een vulkanisch eiland en deze vulkaan is 264 m hoog. Het eiland heeft een diameter van 12 km en de oppervlakte is 7 km². Het eiland is onderdeel van de ecoregio gematigde graslanden van Amsterdam en Saint-Paul. Het eiland is onbewoond maar wel begroeid. Op het eiland staat een onderzoekscentrum. Dit is echter niet permanent bewoond.
Bij het eiland liggen ook 2 kleinere eilandjes:

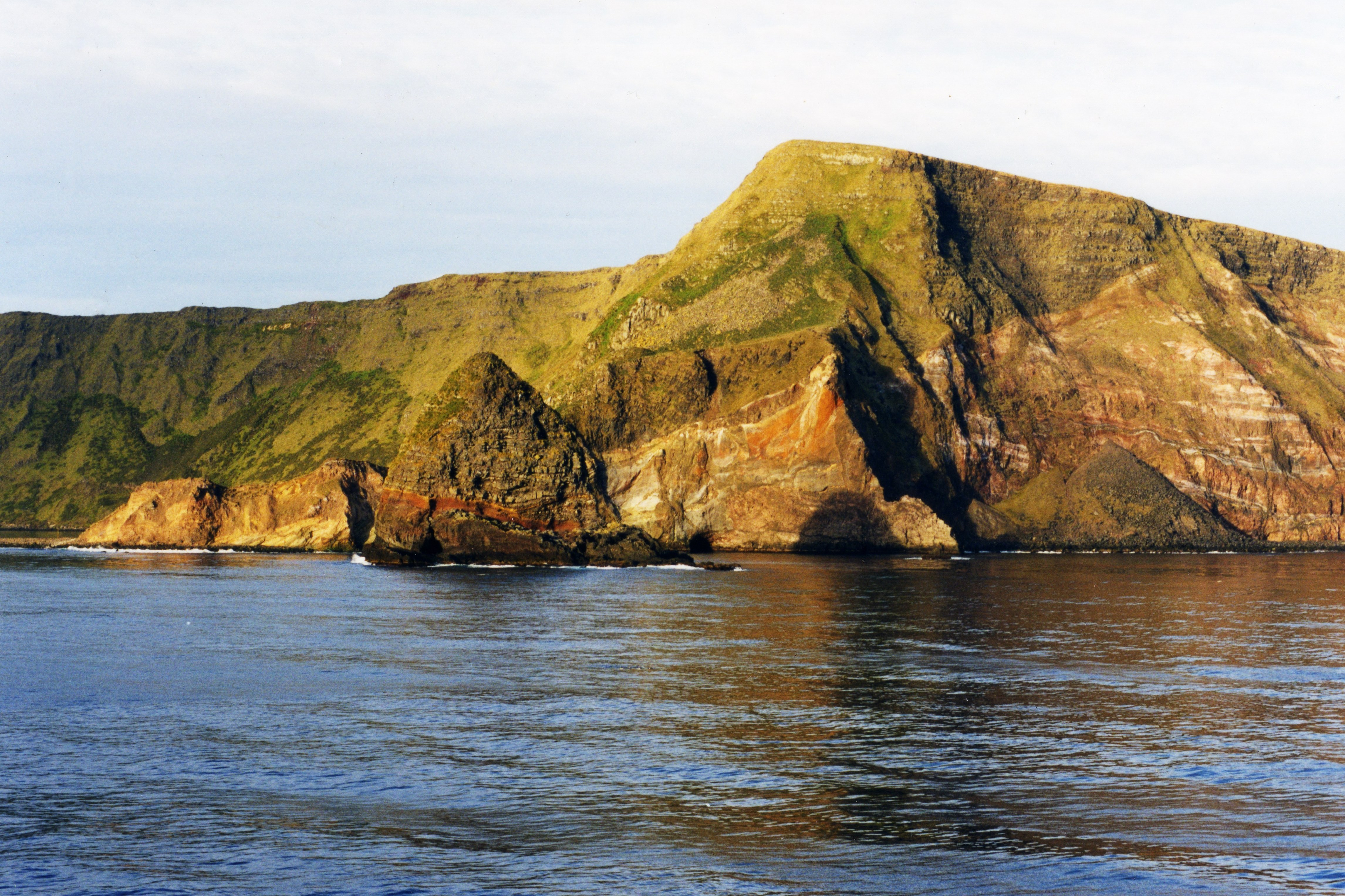
Saint-Paul

- Ilot Nord.
- Rocher Quille.